# Nuevos Vengadores/Transformers
Nuevos Vengadores/Transformers es una serie de cómics intercompañía publicada por Marvel Comics e IDW Publishing que involucra a Los Nuevos Vengadores y los Transformers anteriores a la Guerra Civil. Está ambientado en la nación ficticia de Latveria e involucra a los personajes Capitán América, Spider-Man, Iron Man, Luke Cage, Wolverine, Falcon y Ms. Marvel de Los Vengadores, y Prowl, Ratchet, Jazz, Bumblebee y Optimus Prime de los Autobots. Fue escrito por Stuart Moore, dibujado a lápiz por Tyler Kirkham y estrenado el 5 de julio de 2007. El eslogan de la serie es "Unidos y Avancen!".
Según la información actualmente disponible, la historia se desarrolla entre el primer arco argumental The Transformers: Infiltration y el segundo arco The Transformers: Escalation para la serie IDW Transformers, y entre los arcos Breakout y Sentry para New Avengers. El escritor Stuart Moore ha indicado que tiene lugar en la continuidad regular de Marvel entre los primeros arcos de dos pisos de New Avengers, y actualmente se mantiene como una semicontinuidad para IDW, lo que implica que, aunque no tendrá ningún efecto en la historia general de Transformers, tampoco lo contradirá.
Esta es la segunda aparición de Spider-Man junto a los Transformers, ya que apareció en el tercer número del cómic original de Marvel Transformers en 1984. Sin embargo, esto no tendrá ninguna relación, ya que la biografía de Cabeza de Muerte en el tercer número de All-New Official Handbook of the Marvel Universe A–Z(publicado el 22 de marzo de 2006) indicó que todos los encuentros anteriores con los Transformers tuvieron lugar en un universo alternativo, separando así estas historias de la existencia en la continuidad estándar del Universo Marvel.

## Trama
Se avecina una guerra entre los estados vecinos de Europa del Este de Latveria y Symkaria. Llamados por S.H.I.E.L.D., el Capitán América, Spider-Man, Wolverine y Luke Cage investigan. Al descubrir una estructura no humana y un ejército de Doombots destruidos, intentan entrar a la fuerza, solo para encontrarse con ataques mortales. Spider-Man es capturado mientras los demás se abren paso a la fuerza, y el equipo comienza a pelear entre ellos. Un Optimus Prime observador decide tomar los Autobots para contrarrestar la amenaza, mientras Megatron le revela a un Spider-Man capturado que uno de los dispositivos de Doom es responsable de las tensiones, y se preparan para experimentar con su ADN mutado. Llegan Falcon y Ms. Marvel, seguidos por los Autobots. La orden de Prime de que se vayan se encuentra con un ataque completo de los Vengadores.
A medida que continúa la pelea, con Ms. Marvel y Wolverine en particular apareciendo muy crueles contra sus oponentes, el Doctor Doom interviene y coloca un dispositivo en el cuello del Capitán América que lo calma instantáneamente. Después de que logra convencer a Ms. Marvel y Wolverine, el resto del equipo habla con los Autobots, y Doom revela que la mayor agresión de los Vengadores fue causada por un dispositivo que desarrolló y que fue robado por los Decepticons. Doom parte para intentar llegar a una solución diplomática al conflicto con Symkaria, dejando que los Autobots y los Vengadores asalten la base Decepticon para rescatar a Spider-Man. Sin embargo, Megatron ya ha determinado que los elementos mutados de la sangre de Spider-Man le permitirán mejorar el poder de sus fuerzas a un nivel que ni siquiera el Energon ha logrado, la potencia de fuego mejorada elimina a Optimus Prime justo cuando Iron Man llega a la escena. Iron Man, con una nueva armadura del tamaño de un Transformer, ayudó a cambiar el rumbo de los Decepticons, lo que permitió que Prowl, Ratchet, Luke Cage y Wolverine entraran en la nave y rescataran a Spider-Man.
Mientras Iron Man y Megatron se enfrentan fuera de la base, los Autobots rastrean a Spider-Man y luego lo liberan con la ayuda del Doctor Doom (quien se volvió contra los Decepticons después de que lo traicionaron). Al darse cuenta de que los Decepticons son demasiado poderosos para enfrentarlos tal como son, los Autobots piden el permiso de Spider-Man y Wolverine para usar el mismo método de aumento de energía que usaron los Decepticons, tomando muestras de sangre de los dos y usándolo para mejorar sus propias habilidades, y los dos héroes están de acuerdo con el procedimiento. Mientras Spider-Man se une a los Autobots fuera de la nave, Wolverine y Doctor Doom rastrean el dispositivo que inicialmente amplificó la agresión de los Vengadores y Wolverine lo destruye, dejando que Doom salga por su cuenta mientras se reúne con sus compañeros de equipo. Aunque la armadura Transformer de Iron Man se destruye después de sufrir una sobrecarga mientras lucha contra Megatron, los Autobots aún pueden cambiar el rumbo, gracias a su aumento de poder, Spider-Man y Luke Cage derriban a Megatron y lo obligan a huir. Con los otros Decepticons y los Autobots partiendo posteriormente, los Vengadores deben informar al gobierno sobre la situación. Mientras tanto, los Autobots informan que Ramjet se ha ido a la Tierra y se da a entender que ha tomado la forma del Quinjet de los Vengadores.